# Alexander Hilmerson
Alexander Hilmerson, född 26 november 1990 i Mora, är en svensk professionell ishockeyspelare som spelar för Västerviks IK i Hockeyallsvenskan.